# 勒图凯-巴黎普拉日
勒图凯-巴黎普拉日（法語：Le Touquet-Paris-Plage，法語發音：[lə tukɛ paʁi plaʒ]），法国北部城市，上法兰西大区加来海峡省的一个市镇，隶属于蒙特勒伊区，其市镇面积为15.31平方公里，2022年1月1日时人口数量为4,223人，在法国城市中排名第2,630位。
勒图凯-巴黎普拉日位于加来海峡省西部，康什河口南岸，是法国北部沿海的一个重要旅游城市，因当地的海滨浴场及海滩而闻名。

## 地名来源
根据法国地名学家阿尔贝·多扎的论述，“Touquet”一名出自古法语，意为“突出的丘陵”，可能与当地的地形有关。“Paris”和“Plage”则分别意为“巴黎”和“海滩”。

## 历史

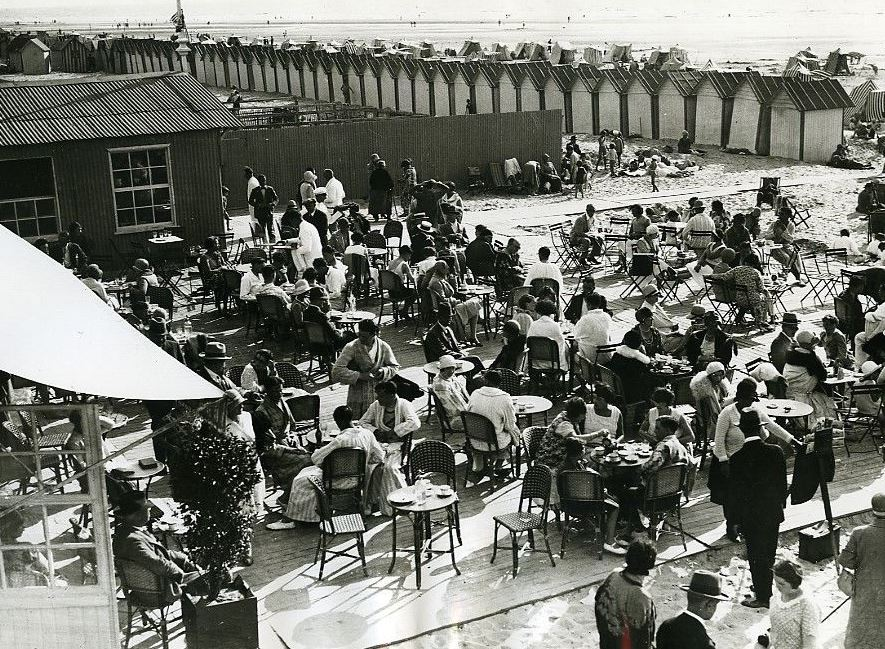
20世纪初勒图凯-巴黎普拉日的游客

勒图凯-巴黎普拉日成立于1921年，从原屈克市镇独立而建。
勒图凯-巴黎普拉日的早期历史尚不清楚，该地沿海区域在中世纪时为一处滩涂，后土地硬化形成陆地。法国大革命后，勒图凯-巴黎普拉日所在的屈克成为加来海峡省的一个市镇。1837年，法国富豪阿尔方斯·达洛兹购买了康什河口左岸的大片土地，并在此地种植松林作为私人狩猎场。工业革命期间，随着铁路的建成，勒图凯逐渐发展成为旅游城市。1882年，巴黎普拉日度假村建成。20世纪中期，勒图凯-巴黎普拉日人口数量逐年增加，当地出现了海滨浴场、赌场等设施。2003年2月，时任法国总统的雅克·希拉克在勒图凯-巴黎普拉日会见了英国首相托尼·布莱尔。

## 地理

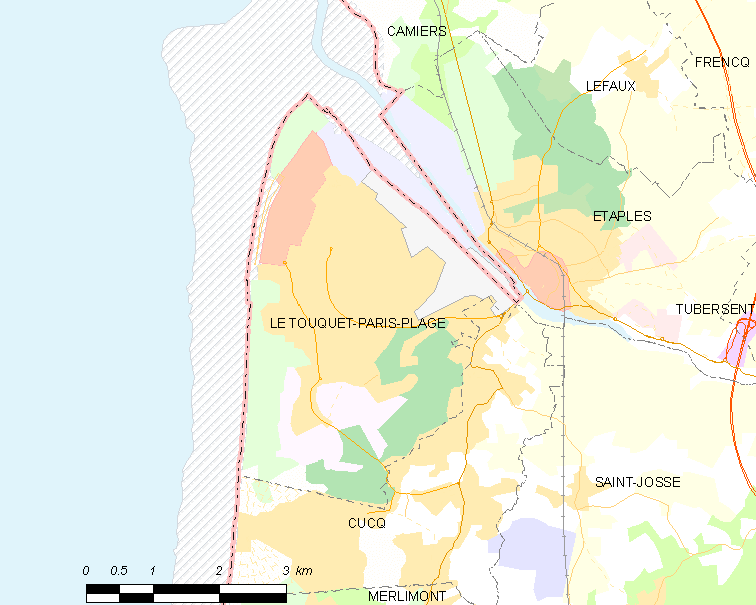
勒图凯-巴黎普拉日市镇范围地图

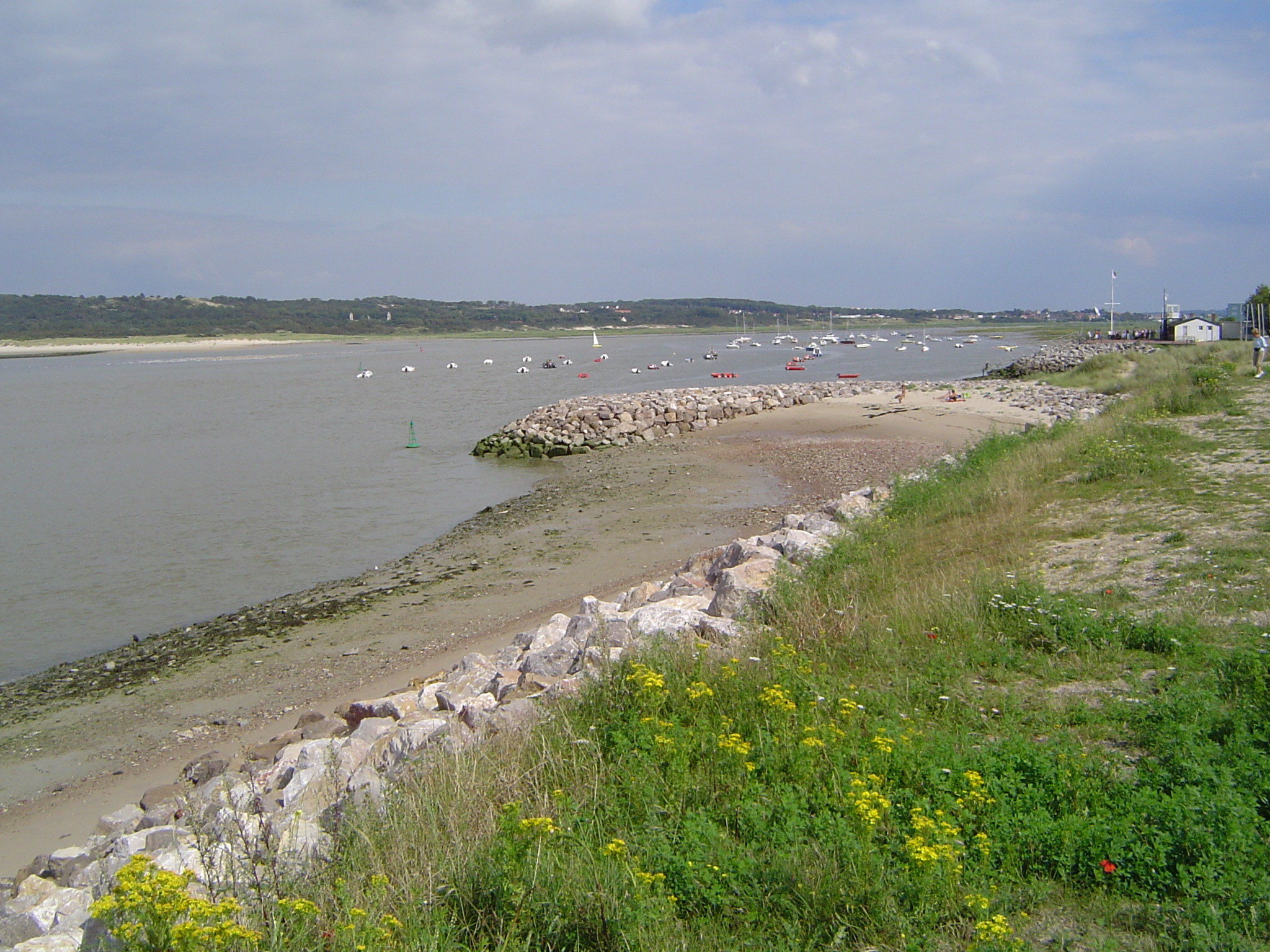
康什河入海口

勒图凯-巴黎普拉日位于法国北部，上法兰西大区西部和加来海峡省西部，距离省会阿拉斯大约99公里。与勒图凯-巴黎普拉日接壤的市镇包括埃塔普勒和屈克。

### 地形
勒图凯-巴黎普拉日位于蛋白海岸腹地，境内以平原和浅丘为主，市镇中心地势较为平坦，南侧内陆部分区域地势较高，全境海拔在1到42米之间。

### 水文
勒图凯-巴黎普拉日位于康什河入海口南岸，市区西侧为濒临加来海峡的同名海滩。

### 植被
勒图凯-巴黎普拉日属于温带阔叶混交林区，市区内的主要绿地公园包括河口公园（Parc de l'Estuaire）、阿图瓦树林（Bois d'Artois）等，均常年免费向公众开放。
在鲜花城市的评比中，勒图凯-巴黎普拉日被评为4星级（最高级）鲜花城市。

### 气候
勒图凯-巴黎普拉日在柯本气候分类法中属于温带海洋性气候（Cfb）。

## 行政区划
勒图凯-巴黎普拉日的市镇编号为62826，邮政编号为62520。
在行政管理方面，勒图凯-巴黎普拉日隶属于法国上法兰西大区加来海峡省蒙特勒伊区；在地方选举方面，勒图凯-巴黎普拉日隶属于埃塔普勒县，其市镇范围全境被划入加来海峡省第四选区；在社会管理方面，勒图凯-巴黎普拉日是蒙特勒伊地区双海湾城市圈公共社区的组成部分。
截至2023年6月，勒图凯-巴黎普拉日市镇范围内暂无任何城市敏感街区及城市政策优先街区。
法国国家统计与经济研究所（简称）在进行数据统计时，将勒图凯-巴黎普拉日及相邻的另外六个市镇设为贝尔克城市核心区，并将包括核心区在内的周边共31个市镇划为贝尔克城市区。自2020年起，贝尔克城市区被撤销，勒图凯-巴黎普拉日被划入包含21个市镇的埃塔普勒-勒图凯-巴黎普拉日城市辐射区内。此外，还将勒图凯-巴黎普拉日市镇分为了2个“块区”（IRIS），以便于统计人口分布情况。

## 交通

### 公路
加来海峡省省道D939线直连勒图凯-巴黎普拉日镇中心。上法兰西大区下属的城际客运提供巴士线路，可前往周边部分市镇。
2019年，15.7%的勒图凯-巴黎普拉日家庭拥有至少一辆私人汽车。2019年，勒图凯-巴黎普拉日境内共发生各类交通事故10起，造成1人遇难，10人受伤，其中4人重伤。
| 26 | 8.4 |

| 阿拉斯 | 98 |

| 滨海布洛涅 | 32 |

| 贝尔克 | 15 |

### 铁路

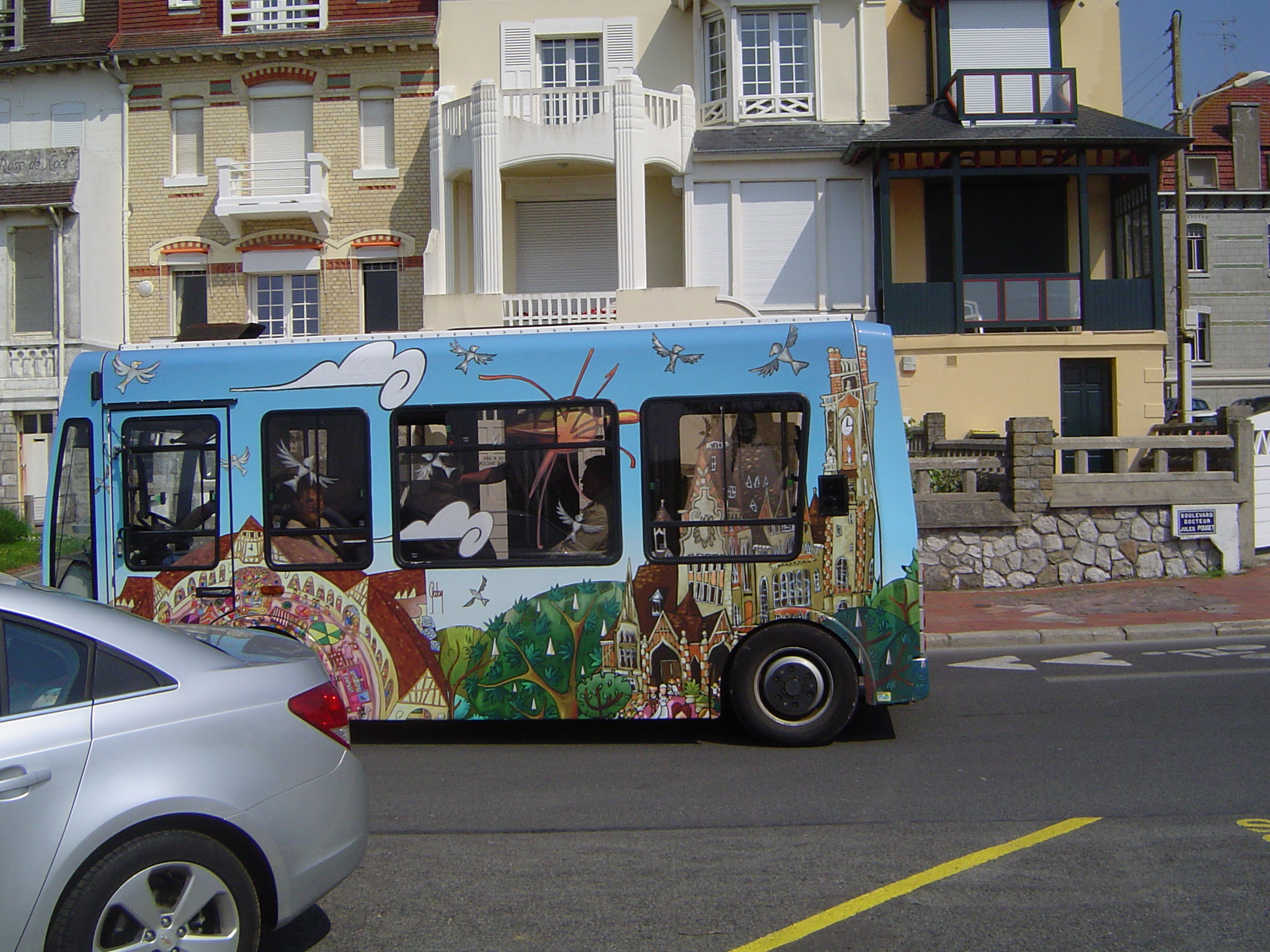
勒图凯-巴黎普拉日的摆渡巴士

勒图凯-巴黎普拉日位于埃塔普勒－巴黎普拉日铁路上，该铁路于1900年建成，1940年停运。
距离勒图凯-巴黎普拉日最近的运营中的客运铁路车站为6公里外的埃塔普勒-勒图凯站，该站停靠前往巴黎、加来和阿拉斯三个方向的区域列车。

### 航空
勒图凯蛋白海岸机场位于勒图凯-巴黎普拉日市区东南部，该机场曾开行直飞多个英国城市的商业航线，现供商务及旅游包机航班接发业务。
距离勒图凯-巴黎普拉日最近的民用航空站为141公里外的里尔机场。

### 城市公共交通
勒图凯-巴黎普拉日市政府提供当地的城市公共交通系统。截至2023年6月，该系统共包括两条城际摆渡车、两条市区摆渡车和一条公交线路，路网覆盖了勒图凯-巴黎普拉日市区内的主要街道和居民区。

## 政治
勒图凯-巴黎普拉日的现任市长为达尼埃尔·法斯凯勒先生（Daniel FASQUELLE），他是一名右翼无党派人士，在2020年的市政选举中获得了51.04%的支持率。
在2022年的法国总统大选中，法国第25任总统埃马纽埃尔·马克龙在勒图凯-巴黎普拉日获得了78.43%的支持率。

## 人口
2020年，勒图凯-巴黎普拉日市镇人口数量为4,226，在法国排名第2,630位。其中男性1,856人，女性2,371人，75岁及以上人口占20.7%，外籍人口数量为56人，人口密度为276人/平方公里，当地居民被称为（男性）或（女性）。2020年，勒图凯-巴黎普拉日境内出生24人，死亡人口91人。
| 勒图凯-巴黎普拉日1921年－2020年人口变化情况 |
|                                             |
| 数据来源：Cassini、INSEE                    |

## 经济

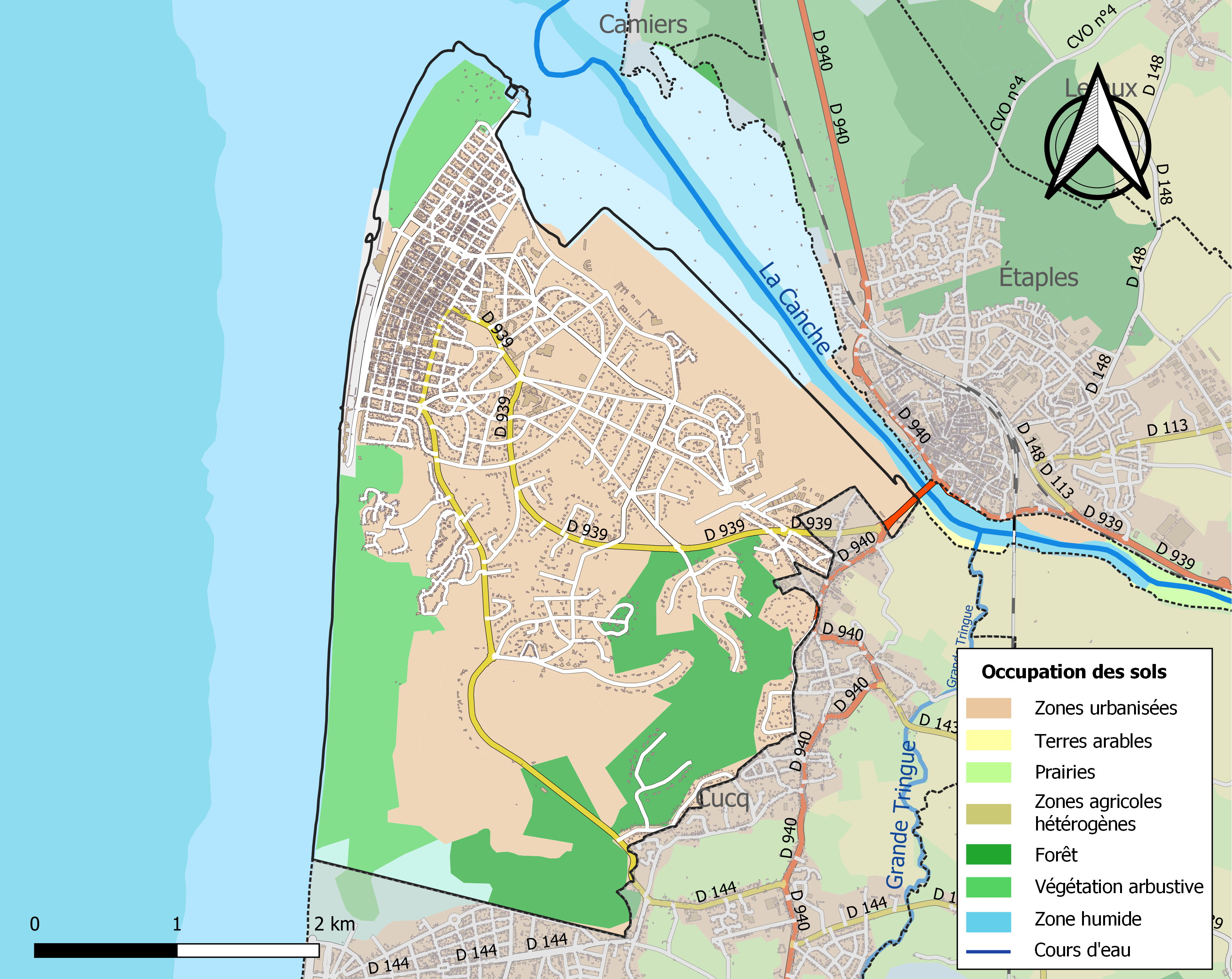
勒图凯-巴黎普拉日土地利用情况地图

勒图凯-巴黎普拉日是一个区域性的中心城市。截至2023年6月，勒图凯-巴黎普拉日市镇范围内共有各类用人单位（包含自雇）2,604家，平均历史为19年，其中99.1%为中小型企业（PME），2023年4月至6月间，当地的经济活力指数为0。（海产品销售）、（旅游）及（水处理）是当地2021年营业额最高的三个企业，分别为21,481,037欧元、6,234,317欧元和6,169,549欧元。

## 财政与居民收入
2021年，勒图凯-巴黎普拉日的财政收入总额为36,932,500欧元，财政支出总额为33,636,400欧元，当年的债务总额为16,369,100欧元。2021年，勒图凯-巴黎普拉日市镇通过增值税获得1,230,770欧元的收入，此外当地还共获得了589,880欧元的国家直接财政补助。
2020年，勒图凯-巴黎普拉日的人均月收入总额为3,028欧元，其中高级职员为5,615欧元，高于法国平均水平（4,230欧元）；中级职员为3,004欧元，高于法国平均水平（2,411欧元）；普通职员为1,755欧元，亦高于法国平均水平（1,740欧元）。
2019年，勒图凯-巴黎普拉日境内的贫困率为10%，青壮年（15至64岁）失业率为13.0%；当地63.4%的家庭拥有纳税资格，平均纳税11,187欧元，高于法国平均水平（3,910欧元）。

## 社会事务

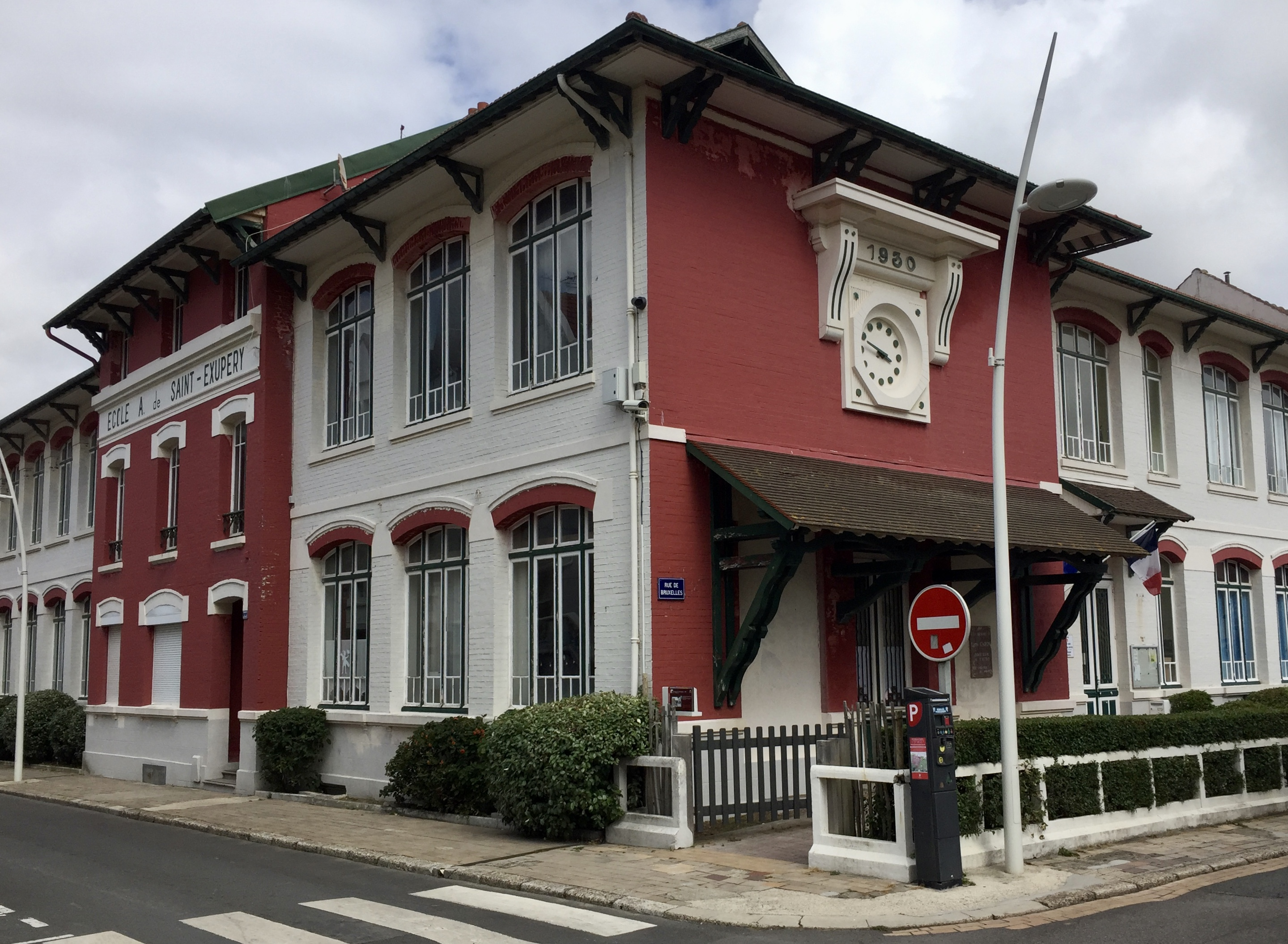
勒图凯-巴黎普拉日的一所学校

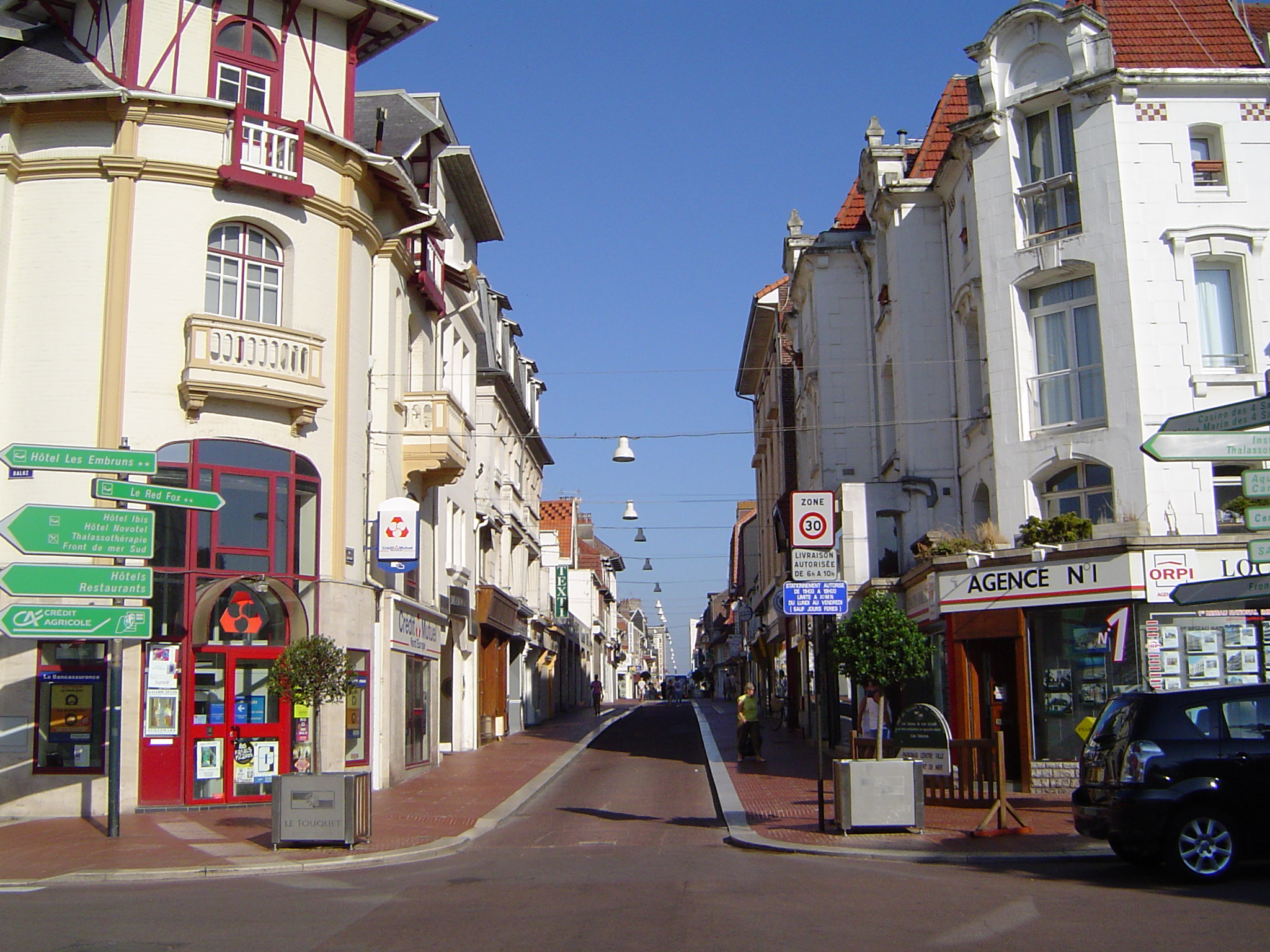
圣让街口

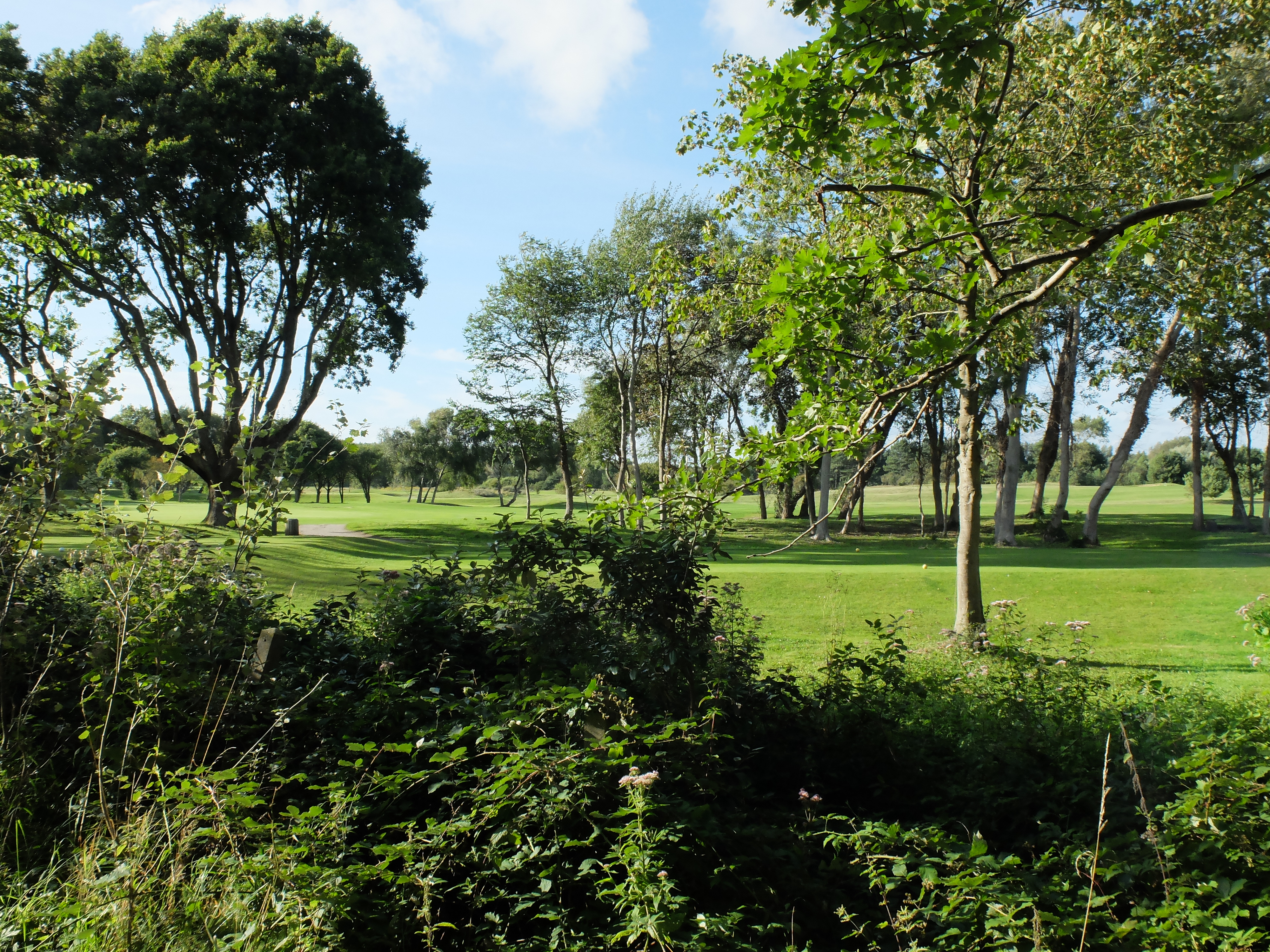
高尔夫球场

### 教育
勒图凯-巴黎普拉日属于里尔学区。截至2021年1月1日，勒图凯-巴黎普拉日境内共有2所小学、1所初级中学和1所普通高中。2021至2022学年度，勒图凯-巴黎普拉日境内共有在校中等教育阶段学生638名。

### 医疗
截至2021年1月1日，勒图凯-巴黎普拉日境内共有全科医生9名、保健师19名、牙医7名、护士16名和助产士1名。境内共有药房3家。
距离勒图凯-巴黎普拉日最近的区域性医疗机构为滨海蒙特勒伊区中心医院（Centre Hospitalier de l'Arrondissement de Montreuil-sur-Mer），其主病区位于朗迪弗利耶，距离勒图凯-巴黎普拉日市区的正常车程大约19分钟，该院设有床位367个，是当地规模最大的公立综合性医院。

### 住房
2019年，勒图凯-巴黎普拉日境内共有各类住房12,509套，其中33.0%为独立式居民区，65.6%为集中式居民区。常住房屋占勒图凯-巴黎普拉日市镇范围内居民建筑总量的19.5%。
在住房保障政策方面，2021年，勒图凯-巴黎普拉日境内共有389户家庭获得了住房经济补助，受益人数占总人口数量的9.2%，其中396份为房租补助。

### 商业
2021年，勒图凯-巴黎普拉日境内共有各类实体商铺339家，其中餐厅68家、大型超市1家、杂货店1家、面包房14家、肉铺6家、书店3家、装饰品店2家、银行门店8家、美容美发店14家、汽车维修店3家。勒图凯-巴黎普拉日市区建有Intermarché、迪卡侬等商场，市区东南部建有一家家乐福超市。

### 体育
2021年，勒图凯-巴黎普拉日境内共有2家游泳池、2间体育馆、1座综合体育场、31处网球场、2处马术场、1处足球或橄榄球场、1处篮球或排球场以及1处高尔夫球场。
截至2023年6月，勒图凯运动员俱乐部（编号500332）是勒图凯-巴黎普拉日境内唯一的一家注册足球俱乐部，该足球队成立于1933年，其主队2022至2023赛季参加上法兰西大区足球联赛甲组（法国第六级别），其主场为费尔迪·珀蒂球场（Stade Ferdi Petit）。

### 环境
勒图凯-巴黎普拉日的环境事务由其所属的蒙特勒伊地区双海湾城市圈公共社区联合各级政府协调负责。2021年，勒图凯-巴黎普拉日境内共有1家污染企业。

### 治安
2021年，勒图凯-巴黎普拉日市镇范围内共有1处派出所。
2020年，勒图凯-巴黎普拉日境内累计记录各类案件637起，其中盗窃类案件300起，经济类案件89起，毒品交易类案件129起。

## 文化
2021年，勒图凯-巴黎普拉日境内共有1家电影院和1家博物馆。勒图凯-巴黎普拉日境内建有让·德拉封丹多媒体图书中心（bibliothèque-médiathèque Jean de la Fontaine），每周二至日向公众开放。

### 建筑
勒图凯-巴黎普拉日境内有多处历史建筑，其中康什灯塔、亚历山大小屋等为法国国家文物保护单位等，圣女贞德教堂是当地的地标性建筑物。

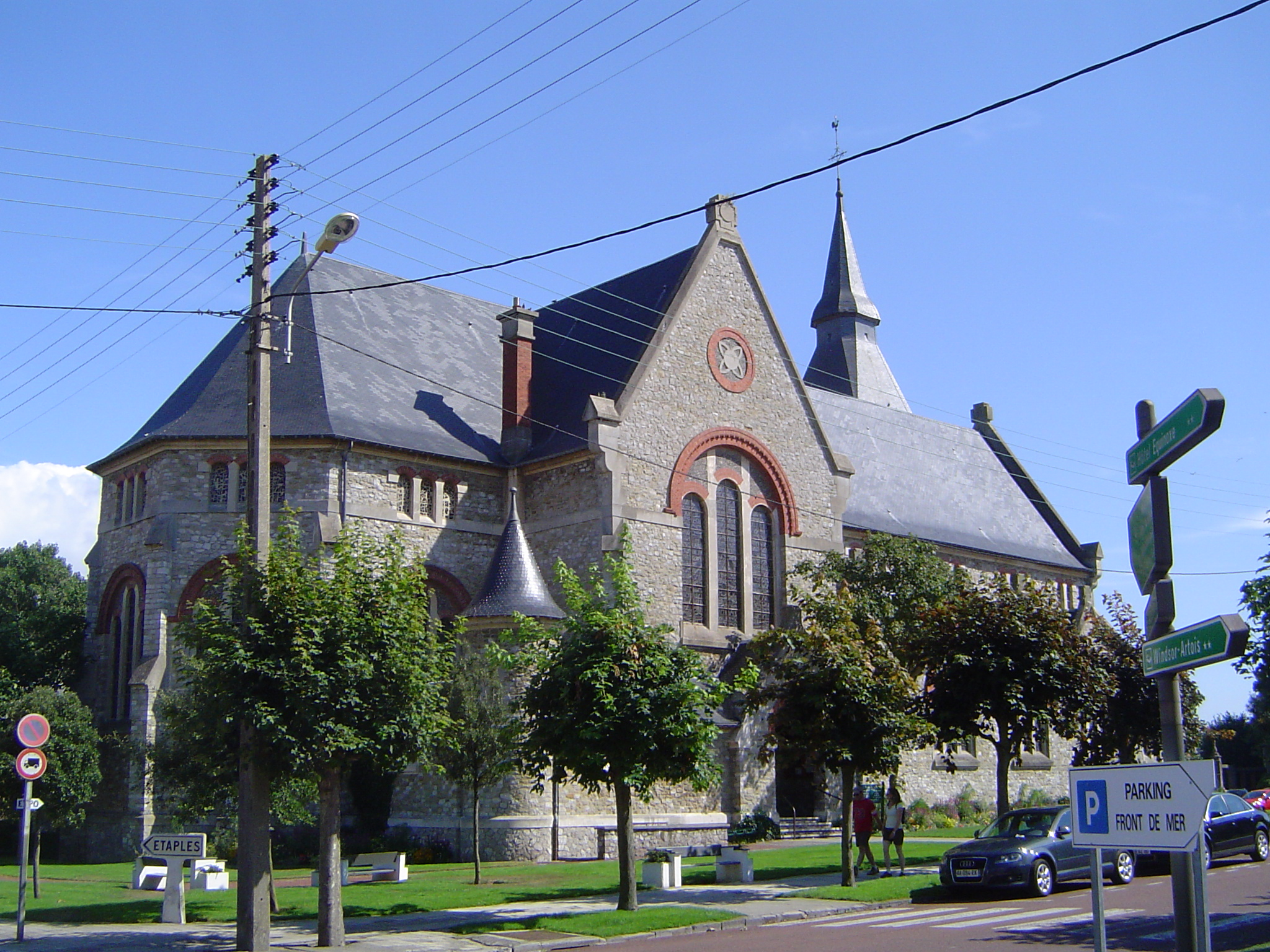
圣女贞德教堂（法语：Église Sainte-Jeanne-d'Arc du Touquet-Paris-Plage）
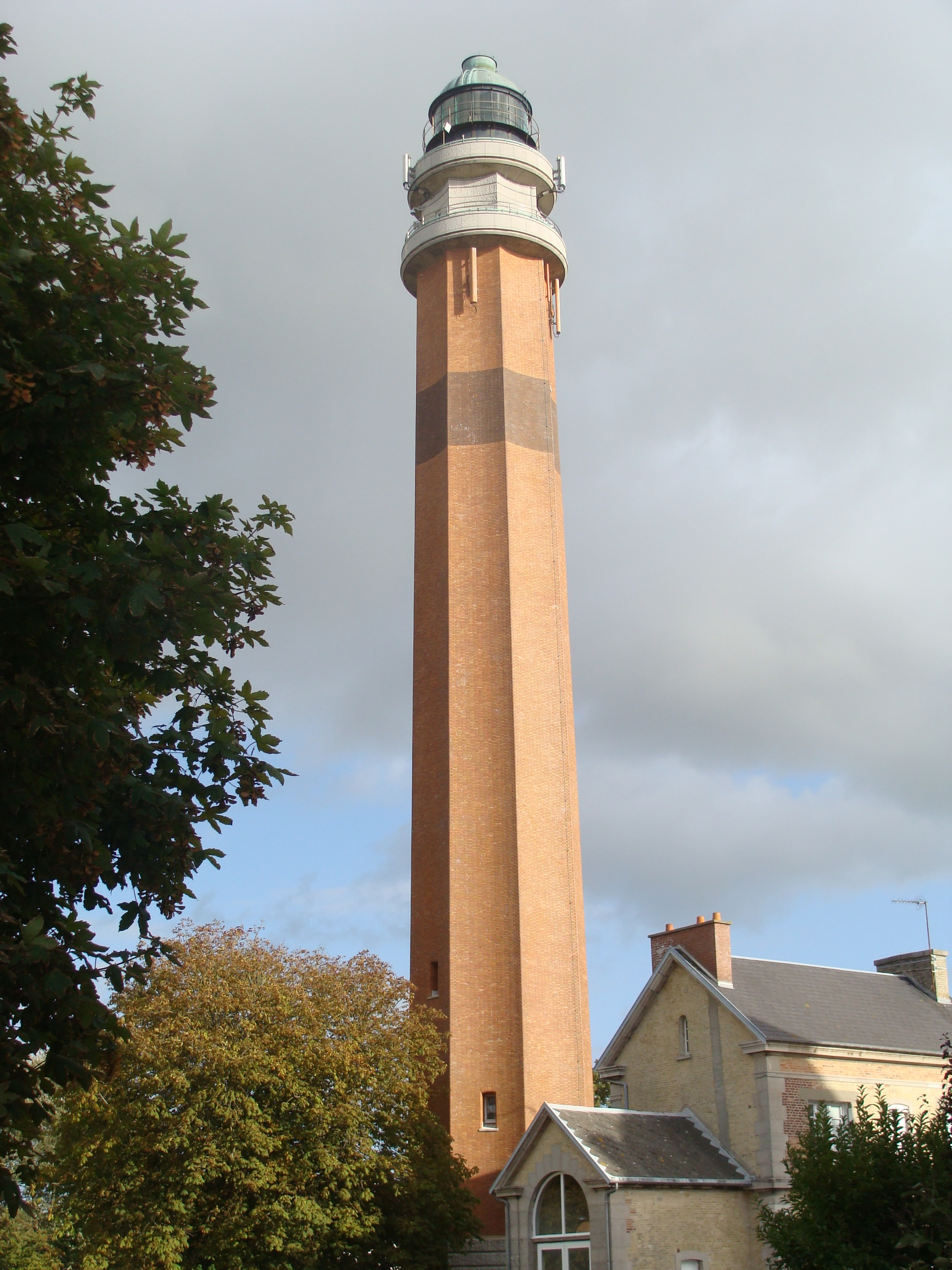
康什灯塔（法语：Phare de la Canche）
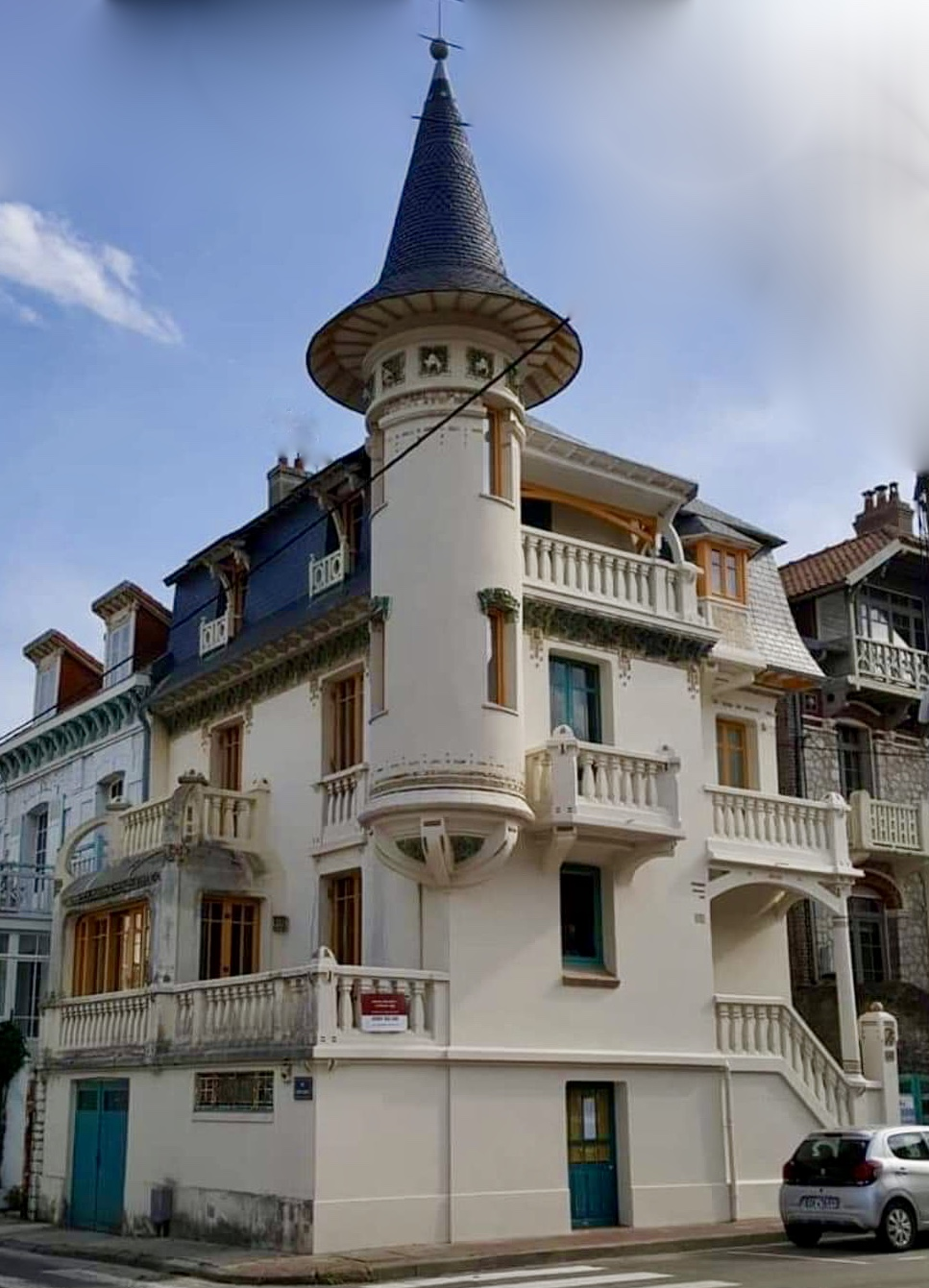
亚历山大小屋（法语：Villa Alexandre）
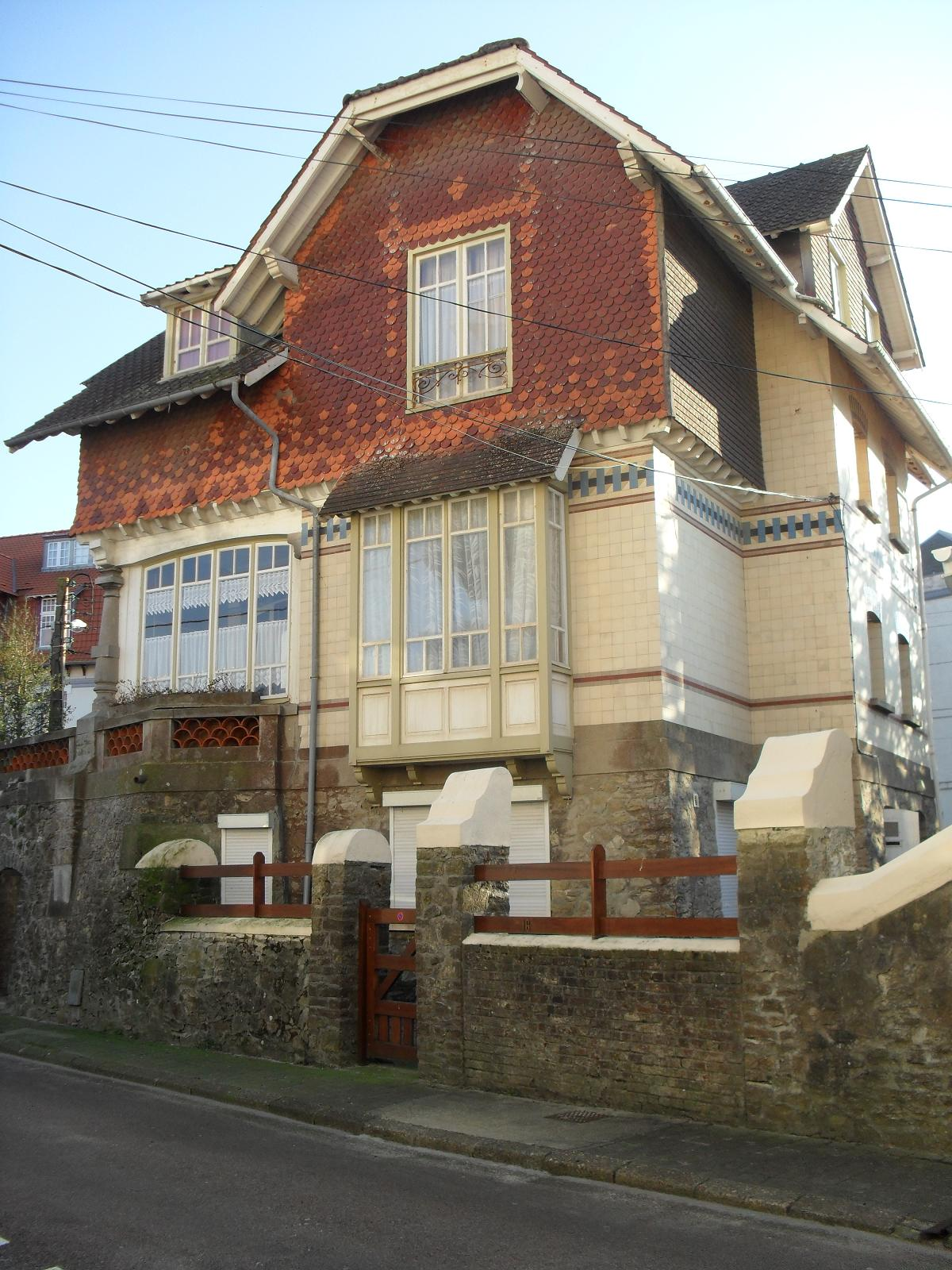
阵风小屋
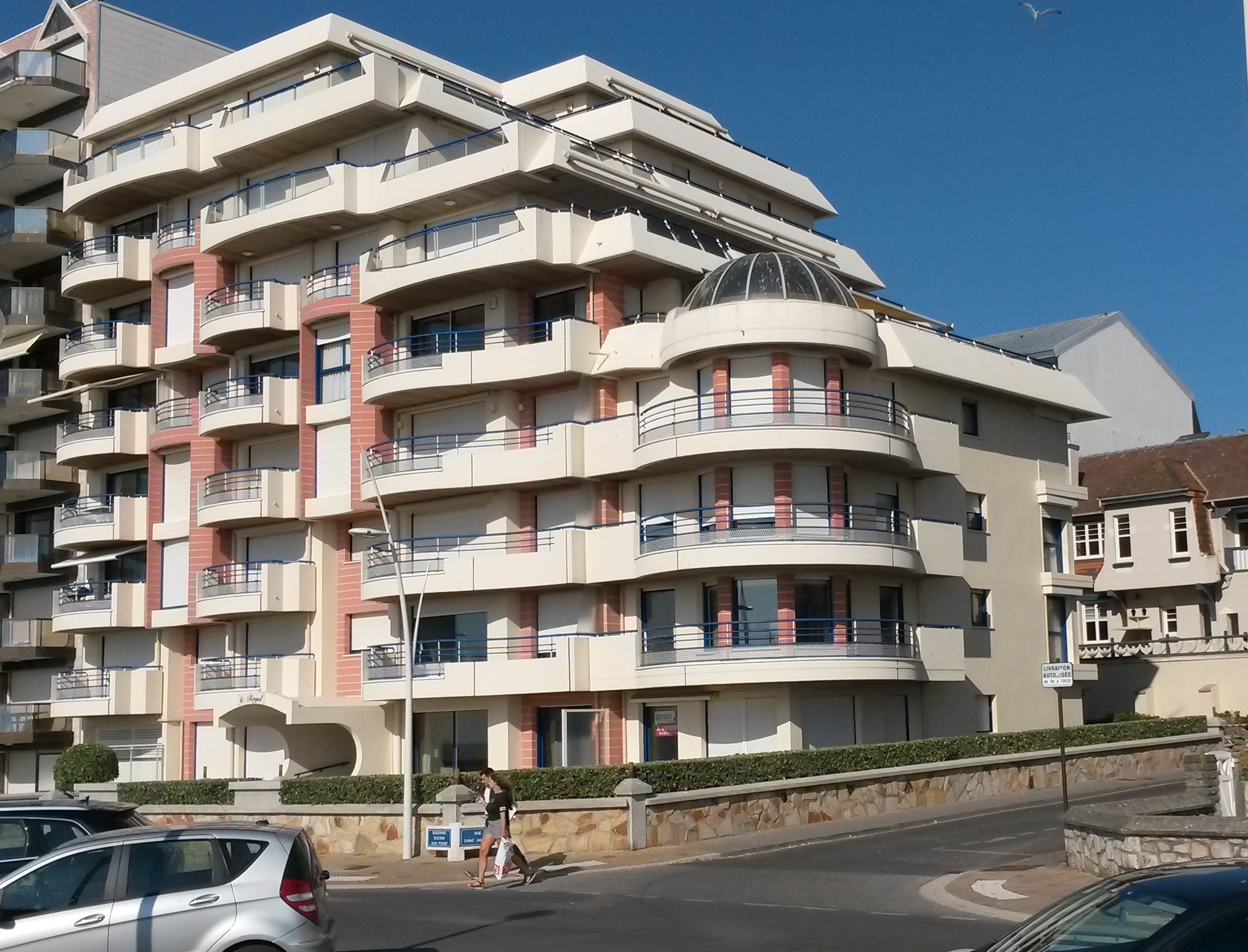
枫丹白露酒店
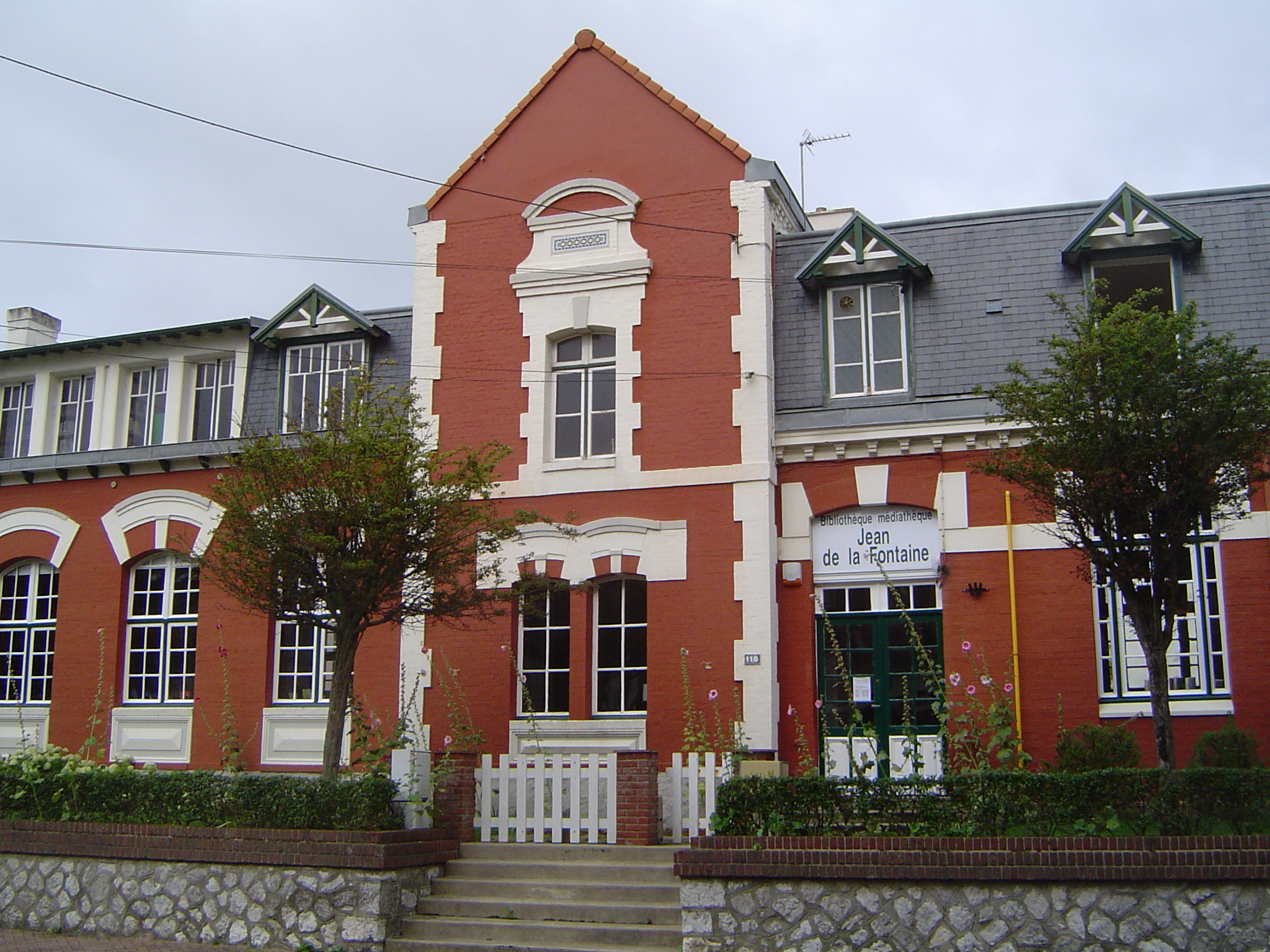
多媒体中心
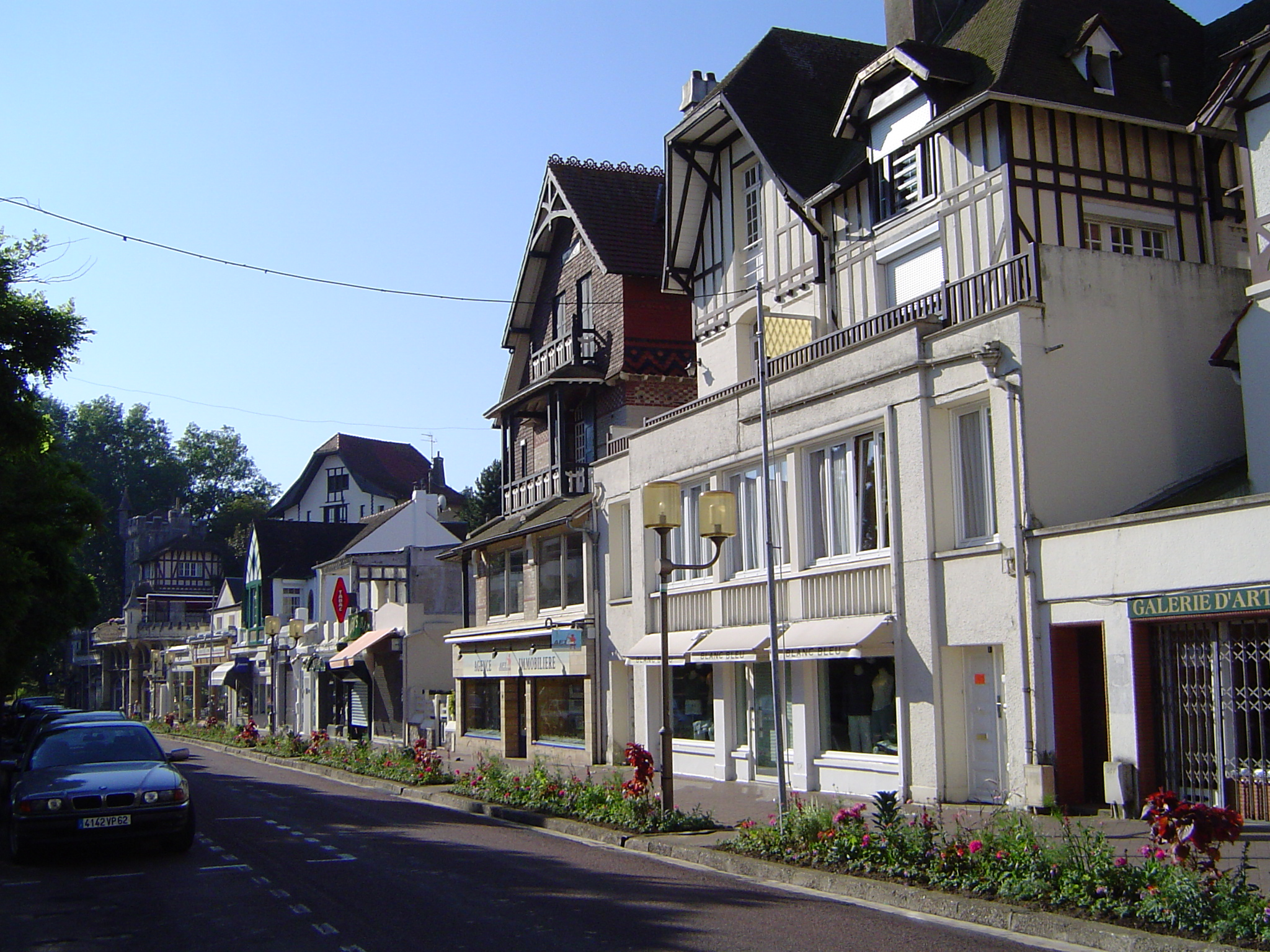
圣让街的商住楼

### 旅游
勒图凯-巴黎普拉日的旅游事务由其所属的蒙特勒伊地区双海湾城市圈公共社区负责。2022年，勒图凯-巴黎普拉日境内共有17家酒店共计867间房间；另有1个露营地，可容纳共205辆露营车。

### 媒体
法国主要的媒体均可在勒图凯-巴黎普拉日接收，法国电视三台下属的上法兰西大区频道在部分时段播出勒图凯-巴黎普拉日所在加来海峡省的地方新闻。《北部之声报》、蓝色法兰西北方广播、BFM电视台大海岸频道、Wéo电视台等是当地主要的地方性媒体。

## 相关人物
法国前农业部长菲利普·瓦瑟尔出生于勒图凯-巴黎普拉日。

## 友好城市
截至2023年6月，勒图凯-巴黎普拉日共与三座城市建立了友好城市关系：
- 德国 温特贝格
- 美国 卡瑞
- 比利时 里克桑萨尔